# Jürgen Malbeck
Jürgen Emil Malbeck (Nördlingen, 5 aprile 1974) è un ex cestista tedesco.

## Carriera
Con la Germania ha partecipato ai Campionati europei del 1997.